# Grunewald (Forst)

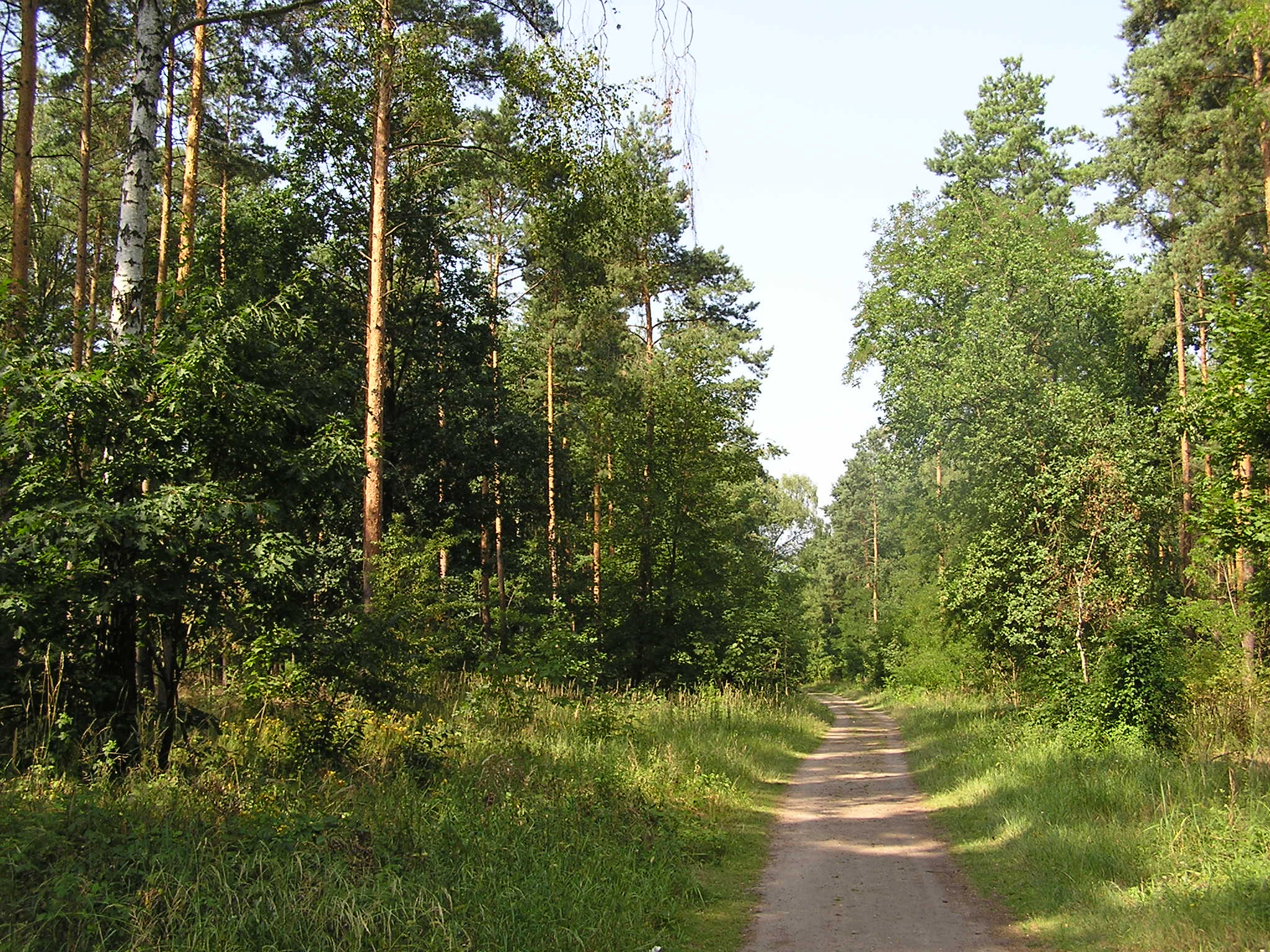
Neuer Schildhornweg im Grunewald mit typischer Vegetation

Der Grunewald ist ein rund 3000 Hektar großes Waldgebiet in den westlichen Berliner Bezirken Charlottenburg-Wilmersdorf und Steglitz-Zehlendorf. Der Wald ist Namensgeber der Villenkolonie, des Ortsteils Grunewald, des S-Bahnhofes Grunewald und des örtlichen Forstamtes Grunewald der Berliner Forsten.
Nach Westen hin wird der Forst Grunewald von der Havel begrenzt. Er wird von einer Kette kleinerer Seen durchzogen, der danach benannten Grunewaldseenkette. Die größten davon sind der Grunewaldsee, der Schlachtensee und die Krumme Lanke. An der Havel gelegen befindet sich auf dem Karlsberg der Grunewaldturm.
Auf dem Gelände des Grunewalds liegen auch der alte Friedhof Grunewald-Forst sowie die mit 120,1 m ü. NHN – nach den Arkenbergen – zweithöchste Erhebung Berlins: der aus Trümmerschutt des Zweiten Weltkriegs aufgeschüttete Teufelsberg.

## Eiszeit, Sand und Kiefer

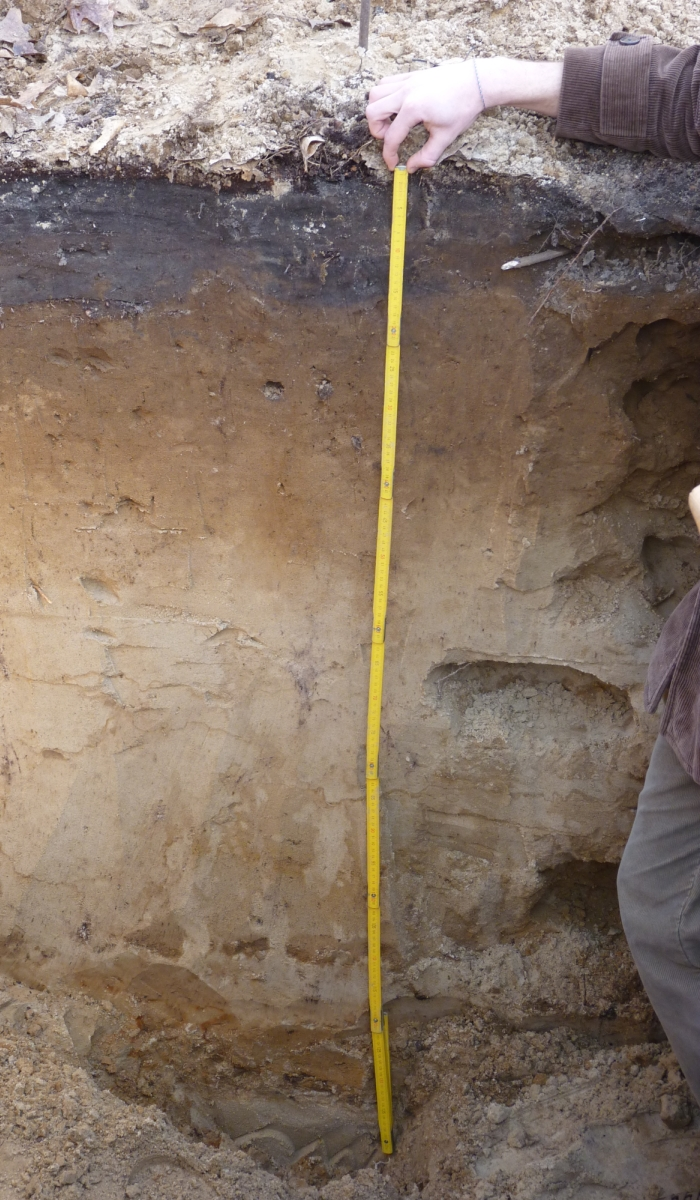
Bodenprofil im Grunewald

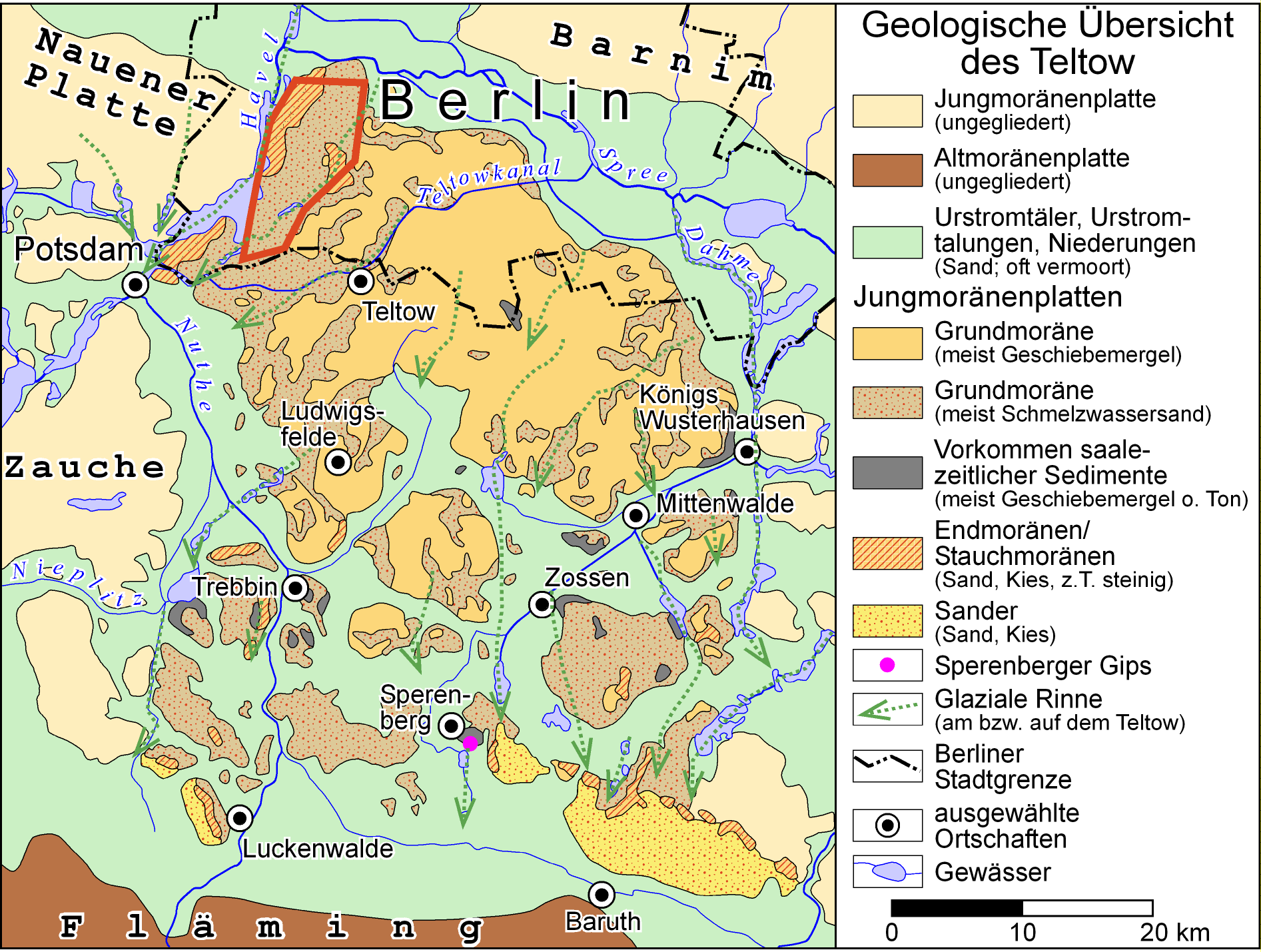
Geologische Übersichtskarte des Teltow mit Grunewald (rot eingerahmt)

Der Grunewald gehört geologisch zur Berlin-brandenburgischen Landschaft Teltow, deren Name auf den ursprünglichen Begriff „Telte“ für das Bäkefließ zurückgeht. Geomorphologisch gesehen, ist der Teltow eine typische Platte nördlich der Brandenburger Eisrandlage. Er entstand vor etwas mehr als 20.000 Jahren in der Weichseleiszeit. Größtenteils wird er von flachwelligen Grundmoränenflächen eingenommen. Das besondere am Grunewald ist, dass der für Grundmoränen typische Geschiebemergel weitgehend fehlt und deshalb ältere Ablagerungen, Schmelzwassersande aus der Vorstoßphase des Inlandeises, an der Erdoberfläche anstehen. Im Grunewald sind sie außerdem außergewöhnlich mächtig (20 Meter und mehr) sowie großflächig durch den Druck des vorstoßenden Eises gestört (Stauchmoräne, siehe Karte).
Die Landschaft des Grunewalds wird von mehreren glazialen Rinnen – zum Beispiel der Grunewaldseenkette – durchschnitten, die dem Gebiet ein für Berliner Verhältnisse recht bewegtes Relief verleihen.
Auf den Sanden entwickelten sich in der Nacheiszeit Braunerden, die meistens Merkmale der Podsolierung tragen und nur eine geringe Ertragsfähigkeit aufweisen. Die für den Teltow typischen trockenen Sandböden prägen heute den Charakter des Grunewaldes.
Der Baumbestand wird überwiegend aus Kiefern (56 %) und Eichen (26 %) gebildet, daneben finden sich vereinzelt Birken und Buchen. Der Forst wird holzwirtschaftlich genutzt, die Bedeutung als Erholungsraum sowie die Berücksichtigung der ökologischen Funktion nimmt allerdings zu. Seit der bereits im Mittelalter eingesetzten forstwirtschaftlichen Nutzung hat sich die Zusammensetzung der Vegetation verändert, so war der Grunewald ursprünglich ein eher kiefernarmer Mischwald.

## Geschichte

### Überblick

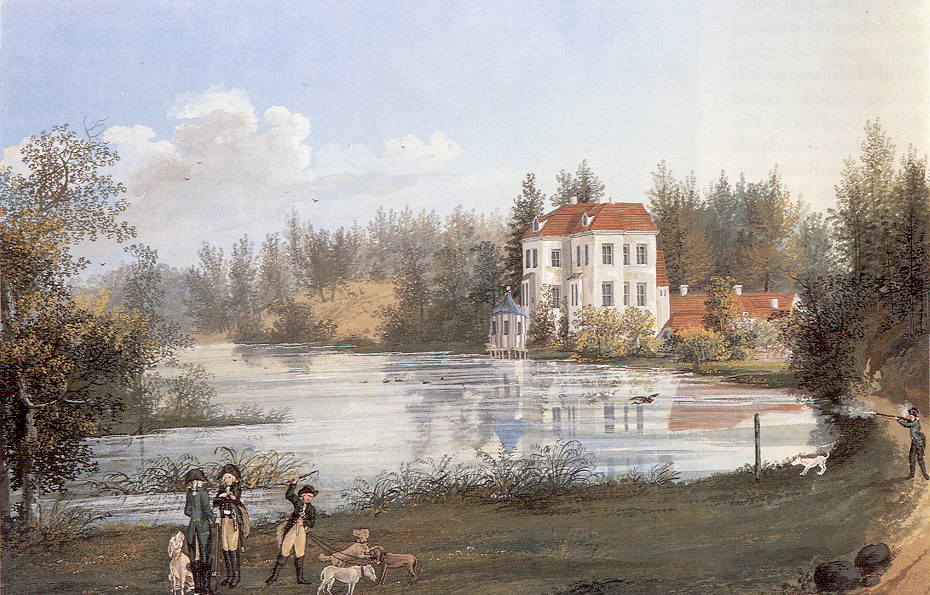
Jagdschloss Grunewald 1788 von Johann Friedrich Nagel

In dem zunächst Teltower Heide oder Spandower Heide genannten Waldgebiet wurde im Jahr 1542 vom Baumeister Caspar Theiss ein Jagdschloss für den Kurfürsten Joachim II. von Brandenburg errichtet. Es bekam den Namen Zum grünen Wald und wurde namensgebend für den späteren Forst. Fortan wurde der Grunewald bis zum Jahr 1904 hauptsächlich als herrschaftliches Jagdgebiet genutzt und war von 1849 bis 1904 von Wannsee bis Pichelsberg mit einem Wildgatter eingehegt.
Nach der Fertigstellung der Havelchaussee und mit der Verkehrsanbindung über den Bahnhof Grunewald an der den Grunewald durchschneidenden Wetzlarer Bahn im Jahr 1879 entwickelte sich der Grunewald zum Berliner Naherholungsgebiet. Einige Gebiete des Grunewalds wurden in den folgenden Jahren zum Siedlungsbau umgewidmet, so etwa die gleichnamige Villenkolonie Grunewald im Jahr 1889 und die Siedlung Eichkamp 1919. Andere Teile, die wie die Murellenberge, die Murellenschlucht und der Schanzenwald ursprünglich zur Spandauer Heide gehörten, wurden nach dem Bau der Rennbahn Grunewald 1907–1909 auf dem heutigen Olympiagelände und der Heerstraße 1910 nach und nach vom Grunewald abgeschnitten.
An die Rodungsaktionen Ende des 19. Jahrhunderts erinnert der Berliner Gassenhauer Im Grunewald, im Grunewald ist Holzauktion, dessen Text 1890 von Otto Teich verfasst wurde.

### Schildhorn
Die Landzunge Schildhorn am Ostufer der Havel und die benachbarten Ausflugslokale an der Jürgenlanke galten in den 1880er Jahren als „Lieblingsziel der Berliner Sonntagsausflügler“. Das Schildhorn gilt zudem als Symbol der Gründung der Mark Brandenburg. Die Schildhornsage, nach der sich der Slawenfürst Jaxa von Köpenick 1157 auf der Flucht vor Albrecht dem Bären durch die Havel auf die Landzunge gerettet haben soll, setzte 1845 Friedrich August Stüler nach eigenhändigen Bleistiftskizzen Friedrich Wilhelms IV. im Schildhorn-Denkmal künstlerisch um. Wilhelm Schwartz schrieb 1869 im Stil der Zeit:

„Am Schildhorn beginnt die deutsche Geschichte unseres Landes, am Schildhorn wurde der Grund gelegt zur Mark Brandenburg, so ruft uns die Sage zu, und gern glaubt das patriotische und poetische Gefühl ihren Klängen.“

### Ankauf 1915 im Dauerwaldvertrag
Mit dem Dauerwaldvertrag (auch Dauerwaldkaufvertrag oder Jahrhundertvertrag) kaufte 1915 der kommunale Zweckverband Groß-Berlin erhebliche Waldflächen in der Berliner Umgebung vom Preußischen Staat, darunter auch Teile des Grunewalds. Die heutige Großstadt Berlin, die fünf Jahre später aus dem Zweckverband hervorging, trat als Rechtsnachfolgerin in den Vertrag ein, sodass der Grunewald seither im Besitz Berlins ist. Die Forstverwaltung erfolgt durch die Berliner Forsten.

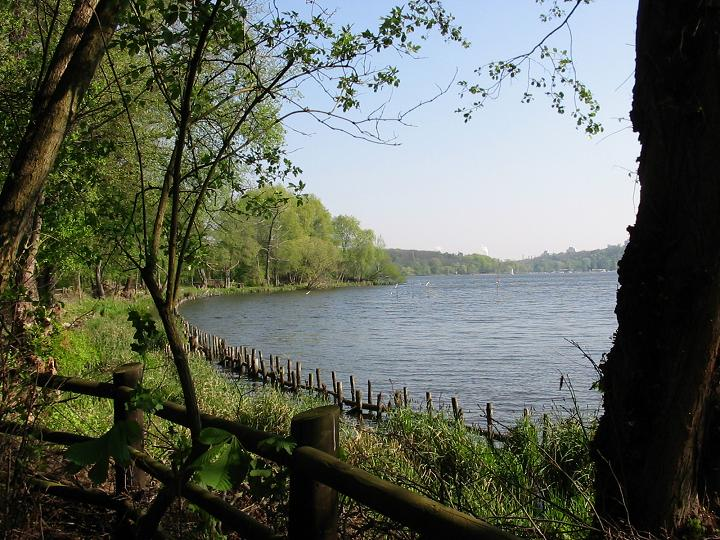
Havel am Schildhorn im Grunewald

Grund für den Dauerwaldvertrag war unter anderem die ausufernde Bodenspekulation zu Beginn des 20. Jahrhunderts gerade auch im Grunewald, die dadurch verursachte Waldvernichtung sollte aus ökologischen und gesundheitspolitischen Gründen eingedämmt werden. Als Ausdruck der ersten deutschen Umweltbewegung kamen auf Initiative zweier Berliner Zeitungen im Jahr 1904 rund 30.000 Unterschriften bei einer Protestaktion gegen die Vernichtung des Grunewalds zusammen.
An den dennoch weitergehenden Spekulationen beteiligten sich sowohl der Staat (auch mit der angrenzenden Domäne Dahlem) als auch private Waldbesitzer. Im Jahr 1909 erreichte die Spekulation mit Waldflächen im Berliner Raum einen Umfang von rund 1800 Hektar. Der „Zweite Berliner Waldschutztag“ vom 16. Januar 1909 wandte sich vehement gegen die rücksichtslose Spekulation und Waldvernichtung.
Laut Forstrat Martin Klees fand die „Beunruhigung der Bevölkerung […] ihren erneuten Niederschlag in einem von einer Groß-Lichterfelder Zeitung herausgebrachten Sonderabzug mit der Überschrift: ‚Der Grunewald ist dem Verderben geweiht‘“.
Der Abschluss des Dauerwaldvertrages mit dem Ankauf auch des Grunewalds geht somit nicht zuletzt auf den Druck der ersten deutschen Umweltbewegung zurück.

### Nutzung durch US-Streitkräfte während des Kalten Krieges
Während des Kalten Krieges sperrten die in West-Berlin stationierten US-amerikanischen Besatzungstruppen erhebliche Teile des in ihrem Sektor gelegenen Grunewaldes für verschiedene militärische Zwecke: Auf dem 15 Fußballfelder großen Schießplatz Keerans Range nahe der südlichen AVUS-Kurve übten die GIs das Schießen vor allem mit Gewehren, Pistolen und sogar Panzern. Durch unkontrollierte Geschosse kam es dabei in der unmittelbaren Umgebung zu Querschlägern, so wiederholt im etwa zwei Kilometer entfernten Strandbad Wannsee, wo nicht nur Gebäude getroffen wurden, sondern im Juli 1951 ein Badegast einen Steckschuss erlitt, im August 1952 ein siebenjähriges Kind von einem verirrten Infanteriegeschoss schwer verletzt wurde und 1955 trotz zwischenzeitlich errichteter Schutzwände erneut eine Frau durch einen Schuss in ihre Leber berufsunfähig wurde.
Weiterhin befanden sich im Grunewald die Munitionsdepots Dachsberg Area und Grunewald Area sowie eine Antennenstation im Jagen 87 und eine Abhörzentrale auf dem Teufelsberg. Mit Ausnahme des letzteren sind alle ehemaligen Militärstützpunkte abgerissen und deren Flächen inzwischen weitgehend renaturiert worden, sodass sich das Landschaftsschutzgebiet Grunewald um mehr als 40 Hektar vergrößerte. Bis heute genutzt wird hingegen noch der Sprengplatz Grunewald für die (Zwischen-)Lagerung und Unschädlichmachung von Fundmunition durch den Berliner Kampfmittelbeseitigungsdienst. Der Sprengplatz geriet am 4. August 2022 in Brand.

## Waldgebiet des Jahres 2015
Der Bund Deutscher Forstleute verlieh dem Grunewald die Auszeichnung Waldgebiet des Jahres 2015. In der Begründung wird unter anderem auf die Vielzahl unterschiedlicher Waldbiotope und die Seen und Kleingewässer, Dünen, Mager- und Trockenrasen, Heideflächen, Sandgruben und Moore als wertvolle Lebensräume für Pflanzen und Tiere hingewiesen. Zudem gelinge es dem Hauptstadt-Wald besonders gut, die hohe Besucherzahl von mehreren Millionen Waldspaziergängern pro Jahr mit Naturschutz und Forstnutzung in Einklang zu bringen.

## Ausstellung, 2017
Am 13. April 2017 wurde im Berliner Grunewald die Ausstellung Wald. Berlin. Klima. eröffnet. Entlang eines rund vier Kilometer langen Rundweges wurden an elf Informationsinseln, den sogenannten Waldwohnzimmern, zahlreiche Themen zur Anpassung der Berliner Wälder an den Klimawandel inszeniert. Die Ausstellung informierte über die Zusammenhänge zwischen Klimawandel, Wald und der Bedeutung für die Großstadt Berlin. Übergeordnetes Thema der Ausstellung war die Anpassung der Berliner Wälder an den Klimawandel. Außerdem war die Ausstellung eine der 13 dezentralen Außenstellen der Internationalen Gartenausstellung 2017 in Berlin.